# Aeroport de Lanzarote
L'Aeroport de Lanzarote (codi IATA: ACE, codi OACI: GCRR) és un aeroport espanyol situat a l'illa canària de Lanzarote que es troba a 5 km d'Arrecife, capital de l'illa, i dins del terme municipal de San Bartolomé. També se'l coneix com a "Aeroport de Guacimeta", pel topònim històric del lloc sobre el qual es troba. Està gestionat per l'ens públic AENA. L'aeroport és la principal via de comunicació de l'illa de Lanzarote amb l'exterior, donada la seva condició d'insularitat, a més constitueix l'eix bàsic de l'economia de l'illa, ja que per ell es reben la majoria de turistes nacionals i internacionals. Tradicionalment ha tingut un important tràfic xàrter, actualment la major part del tràfic és regular i internacional.
Segons dades de 2009, el de Lanzarote és el tercer aeroport canari en tràfic de passatgers (darrere de l'Aeroport de Gran Canària i l'Aeroport de Tenerife Sud), a més és el novè a nivell nacional amb 5.883.039 passatgers en 2014
Compta amb un Museu Aeronàutic situat en la carretera que dona accés a les terminals de l'aeroport. Es pot visitar de dilluns a dissabte de 10:00 a 14:00 hores, gratuïtament i és apte per a tots els públics. En la seva majoria és material fotogràfic, que mostra des dels començaments de l'aviació a l'illa (des de la inauguració de l'aeroport, el 12 de juny de 1946) fins a les dates en les quals ens trobem.

## Infraestructures
- 1 pista d'aterratge de 2.500 metres
- 2 terminals de passatgers
- 1 terminal de càrrega
- 49 mostradors de facturació
- 17 portes d'embarcament
- 2 aparcaments amb 1254 places

## Aerolínies i destinacions
Les següents aerolínies operen amb l'aeroport de Lanzarote:
- Aer Lingus: Belfast-Internacional, Cork, Dublín.
- Air Europa: Astúries, Barcelona, Bilbao, Madrid-Barajas, Santiago de Compostel·la, Sevilla, Tenerife-Sud, Valladolid, Saragossa.
- Air Nostrum (Iberia regional): Sevilla, Astúries, València, Santiago de Compostel·la, Màlaga.
- Austrian Airlines: Viena.
- Binter Canàries: Gran Canària, La Palma [estacional], Tenerife-Nord.
- British Airways: Londres-Gatwick
- Condor Airlines: Colònia/Bonn, Düsseldorf, Frankfurt del Main, Hamburg, Múnic, Stuttgart.
- EasyJet: Liverpool, Londres-Gatwick, Belfast (estiu 2016), Londres Southend, Milà-Malpensa, Londres Luton (Inicia el 19 de setembre de 2016), Amsterdam-Schipol (Comença el 4 de febrer de 2017)
- Edelweiss Air: Zuric.
- Iberia Express: Madrid-Barajas.
- Jetairfly: Brussel·les-Zaventem, Aeroport de Gran Canària.
- Jet2.com: Leeds-Bradford, Manchester, Newcastle upon Tyne, Midlands Orientals, Glasgow, Belfast-Internacional.
- Luxair: Luxemburg.
- Neos: Milà-Malpensa.
- Norwegian Air Shuttle: Oslo-Gardermoen.
- Ryanair: Barcelona, Belfast (comença el 31 d'octubre de 2016), Birmingham, Bolonya, Bristol, Brussel·les Sud-Charleroi, Dublín, Midlands Orientals, Edimburg, Girona-Costa Brava, Glasgow-Prestick, Frankfurt del Main-Hahn, Liverpool, Londres-Luton, Londres-Stansted, Madrid-Barajas, Weeze (Niederrhein), Santander, Shannon, Manchester, Eindhoven, Aeroport de Beauvais-Tillé, Newcastle (Comença el 2 de novembre de 2016), València (Inicia el 31 d'octubre de 2016)
- Vueling: Astúries, Bilbao, Barcelona, Lió, Roma, Zuric (estiu 2016), Sevilla
- Tuifly: 'Berlín-Tegel, Düsseldorf, Frankfurt del Main, Hamburg, Hannover, Múnic, Stuttgart.

## Història
En 2009, l'activista sahrauí Aminatou Haidar es va mantenir a l'aeroport de Lanzarote en vaga de fam durant 32 dies.

## Codis internacionals
- Codi IATA: ACE
- Codi OACI: GCRR